# Engraulis encrasicolus
L'acciuga europea o alice (Engraulis encrasicolus (Linnaeus, 1758) è un pesce osseo marino appartenente alla famiglia Engraulidae di grande importanza economica.

## Etimologia
Acciuga deriva dal latino volgare *apiua o *apiuva per il classico aphyē, dal greco ἀφύη (aphúē), nome di un piccolo pesce, anche se l’irregolarità fonetica rende questo etimo incerto. 
Certo è però che l'esito -cci- da -pj- non è toscano e probabilmente ha subito un passaggio da dialetti liguri o meridionali.
Di origine incerta, ma apparentemente collegata all'origine latina sopracitata, sarebbe il siciliano anciova e il genovese anciôa, legati a loro volta al corso anchjuva o anciua. Confronta anche il portoghese anchova o enchova, lo spagnolo anchoa e l'inglese anchovy.
Il termine alice, di area italiana meridionale, napoletana e siciliana (alici), deriva dal latino allēc (-ēcis) – una salsa simile al garum, fatta con interiora fermentate di pesce – e ancora prima dal greco ᾰ̔́λς (háls) cioè "sale".
In tutto l'Alto Adriatico è chiamata sardone (pur essendo più piccola della sarda).

## Habitat e distribuzione
La specie è diffusa nell'oceano Atlantico orientale, tra la Norvegia e il Sudafrica. È presente e comune anche nei mari Mediterraneo, Nero e d'Azov. Alcuni esemplari sono stati catturati nel canale di Suez; si tratta quindi di una delle poche specie di pesci mediterranei che hanno intrapreso una migrazione verso il mar Rosso, in senso contrario a quello dei migranti lessepsiani.
Si tratta di un tipico pesce pelagico che si può trovare anche a grande distanza dalle coste, a cui si avvicina in maggio-giugno per la riproduzione. Di solito, nella stagione calda non s'incontra a profondità superiori a 50 metri; la massima profondità registrata è di 400 metri. In inverno frequenta acque più profonde, attorno ai 100-180 metri nel Mediterraneo. È una specie moderatamente eurialina, tollera le acque salmastre e talvolta penetra nelle foci e nelle lagune. Nei laghi salmastri di Ganzirri e di Torre Faro nel comune di Messina esiste una popolazione stanziale, in passato considerata come una sottospecie (Engraulis encrasicolus russoi).

## Descrizione
Sebbene l'acciuga sia spesso associata alla sardina e talvolta confusa con essa, queste due specie appartengono a famiglie diverse e hanno un aspetto decisamente differente. L'acciuga ha un corpo allungato e snello, a sezione cilindrica, privo della cresta ventrale di scaglie rigide presente nella sardina. La testa è grande (circa ¼ della lunghezza totale), conica, appuntita, con occhi grandi posti all'estremità anteriore della testa, in posizione molto avanzata.
Anche la bocca è grande (molto più che nella sardina), ampia fin oltre l'occhio, ed è posta in posizione infera (ovvero nella parte inferiore della testa); è armata di denti piccoli e numerosi. La mascella superiore è più lunga dell'inferiore. Le scaglie sono piccole e si distaccano facilmente. La pinna dorsale è abbastanza breve, di forma triangolare, inserita circa a metà del corpo. La pinna anale è inserita più indietro, è più bassa e più lunga della dorsale. Le pinne ventrali sono piccole e poste all'altezza dell'origine della dorsale; le pinne pettorali sono inserite molto in basso, presso il bordo ventrale del corpo e sono strette e allungate. La pinna caudale è biloba.
La colorazione è argentea sui fianchi e biancastra sul ventre, il dorso è verde azzurro negli individui vivi che diventa blu scuro in quelli morti. Sui fianchi dei pesci vivi, soprattutto di piccola taglia, è spesso presente una banda argentea sopra cui decorre una linea più scura. La lunghezza massima può eccezionalmente raggiungere i 20 cm, ma mediamente si aggira sui 15–17 cm.

## Biologia

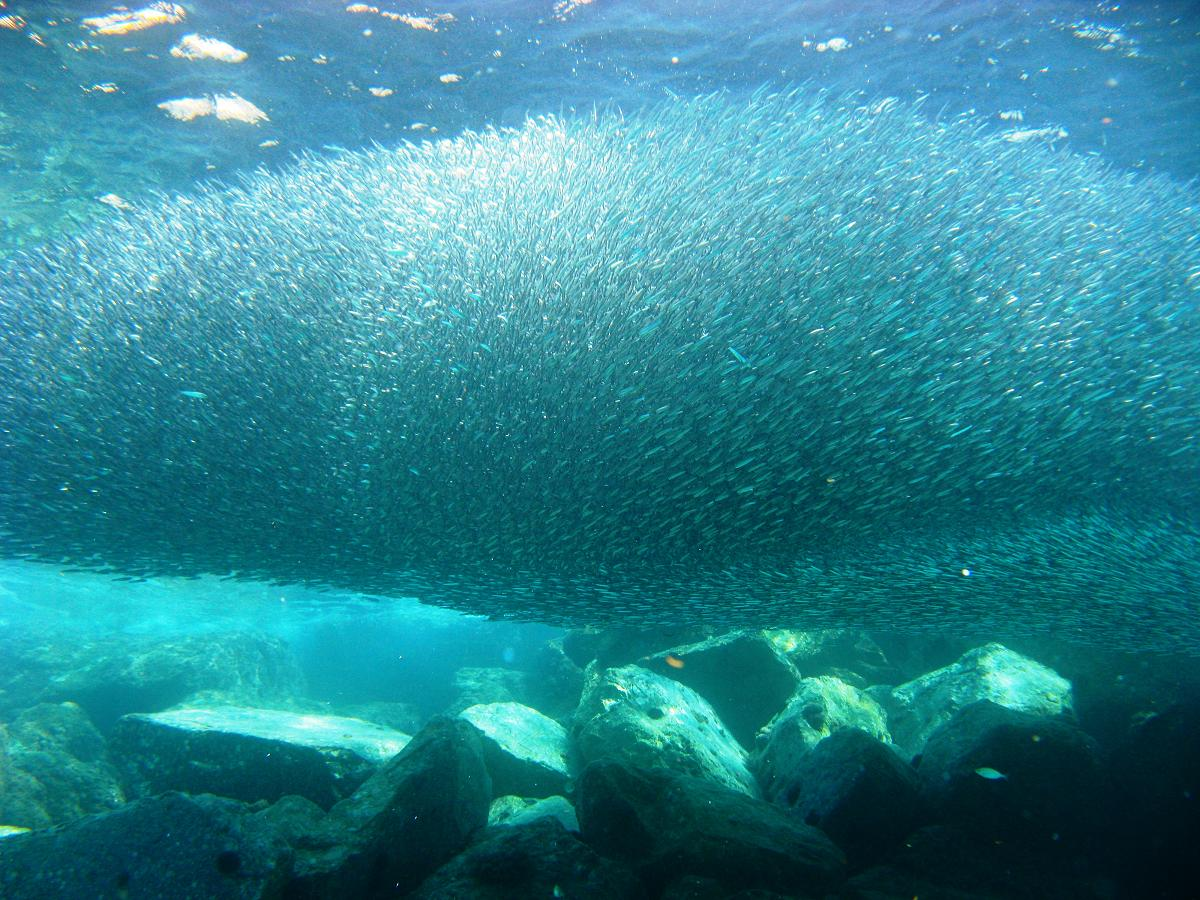
Fitto banco di acciughe in atteggiamento di difesa

È una specie gregaria in ogni fase vitale che forma banchi numerosissimi, spesso misti con altre specie (per esempio la sardina) ma composti da esemplari di taglia simile (fenomeno noto come gregarismo per taglia). L'acciuga compie migrazioni sia stagionali, dato che in inverno si porta in acque profonde, sia nictemerali, ovvero si porta a profondità diverse durante l'arco della giornata. Può vivere fino a 5 anni.

### Alimentazione
Si alimenta di giorno. Si nutre di zooplancton, le prede principali sono crostacei copepodi e stadi larvali di molluschi.

### Riproduzione
La deposizione delle uova avviene in acque costiere tra aprile e novembre e ha un picco in giugno e luglio. Le uova, deposte in numero fino a 40.000, sono pelagiche. Le uova si schiudono nell'arco di 2 giorni, e le larve lunghe appena 2 mm, note assieme a quelle delle sardine come gianchetti o bianchetti, si aggregano subito in banchi. La maturità sessuale si raggiunge a un anno.

## Pesca
L'acciuga è una delle specie ittiche più importanti per le marinerie del mar Mediterraneo e dell'Oceano Atlantico temperato caldo europeo. La sua cattura avviene con vari metodi (reti a strascico, reti da posta, ecc.), ma principalmente con un'apposita rete da circuizione nota come ciànciolo, in cui i banchi di acciughe e altri piccoli pesci pelagici vengono attratti da fonti luminose (lampàre). Nell'area mediterranea il bacino più produttivo risulta il mar Adriatico con l'80% dello sbarcato italiano. La misura minima per la commercializzazione nella UE è di 9 cm.

### Usi culinari
L'acciuga ha carni buone che vengono consumate sia fresche (ad esempio ripiene), sia conservate in svariati modi: sotto sale, sott'olio, come pasta d'acciughe, ecc. Le acciughe conservate entrano a loro volta in numerose ricette; ad esempio in Piemonte, dove in passato grazie alla conservazione sott'olio o sotto sale erano uno dei pochi pesci di mare tradizionalmente disponibili, oltre che alla base della bagna càuda sono utilizzate come antipasto sotto forma di acciughe al verde. A Cetara paese della costiera amalfitana è nota la colatura di alici usata per condimento di spaghetti.

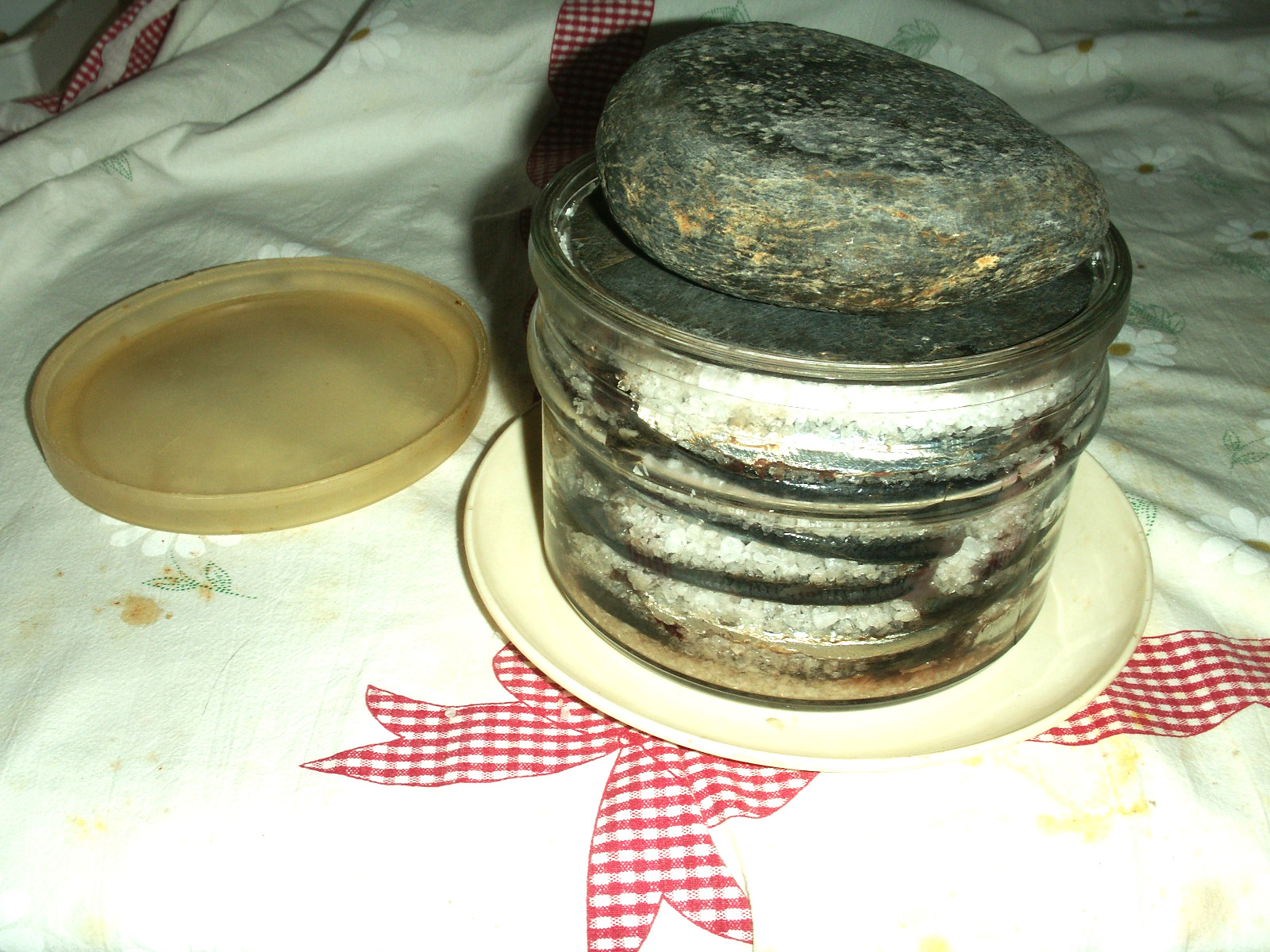
Arbanella di acciughe sotto sale
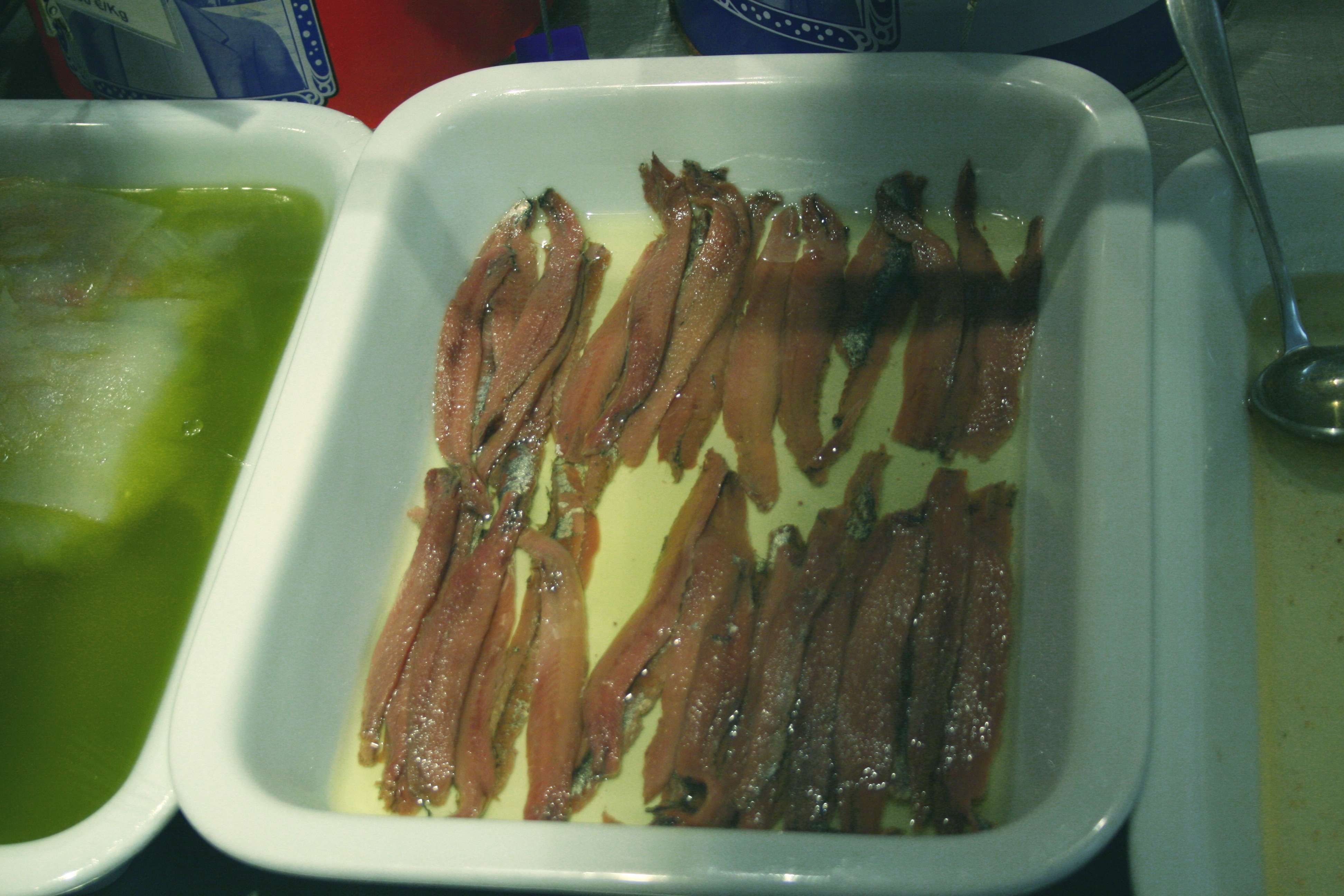
Acciughe sott'olio
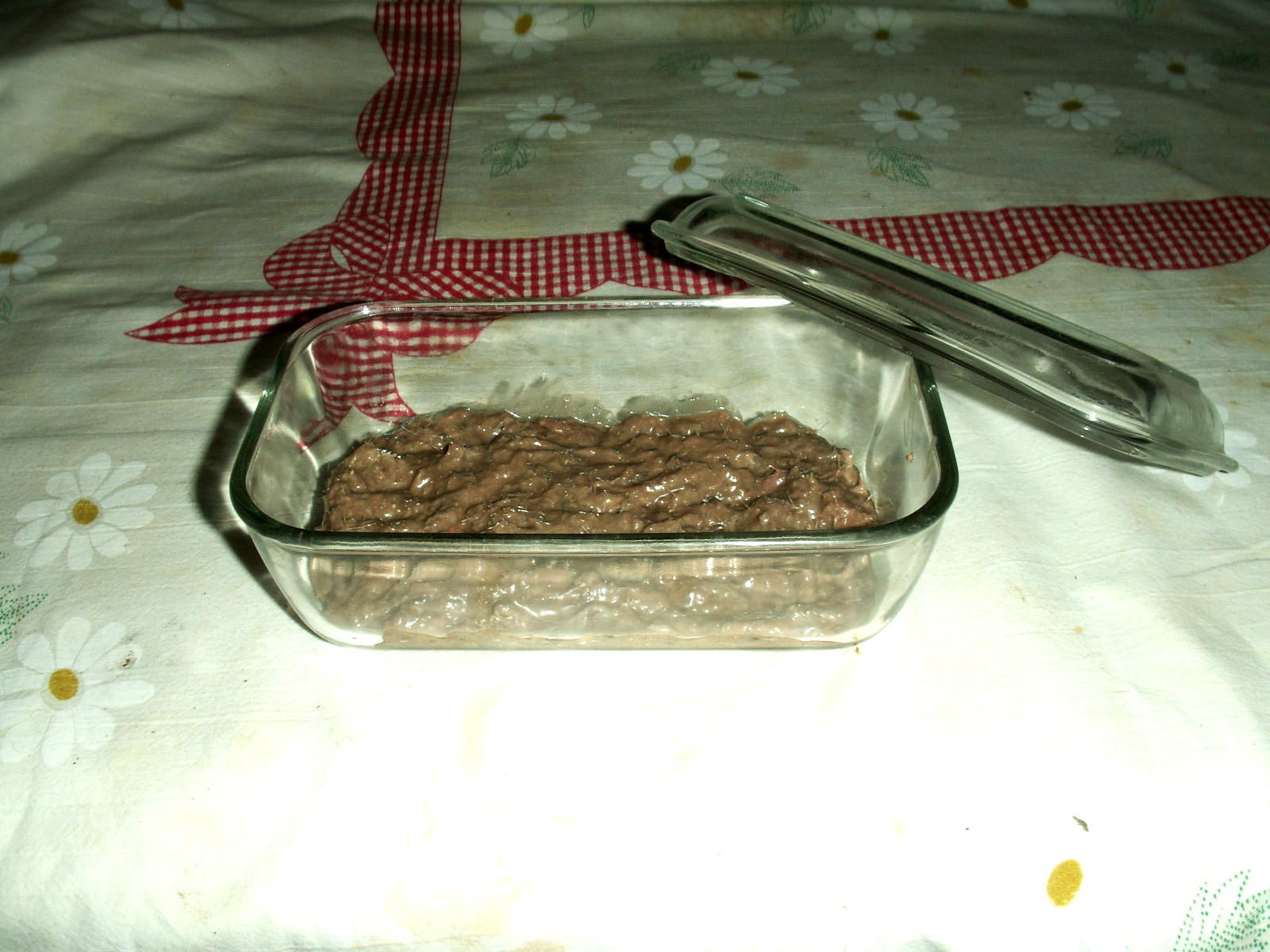
Pasta d'acciughe nella salsiera
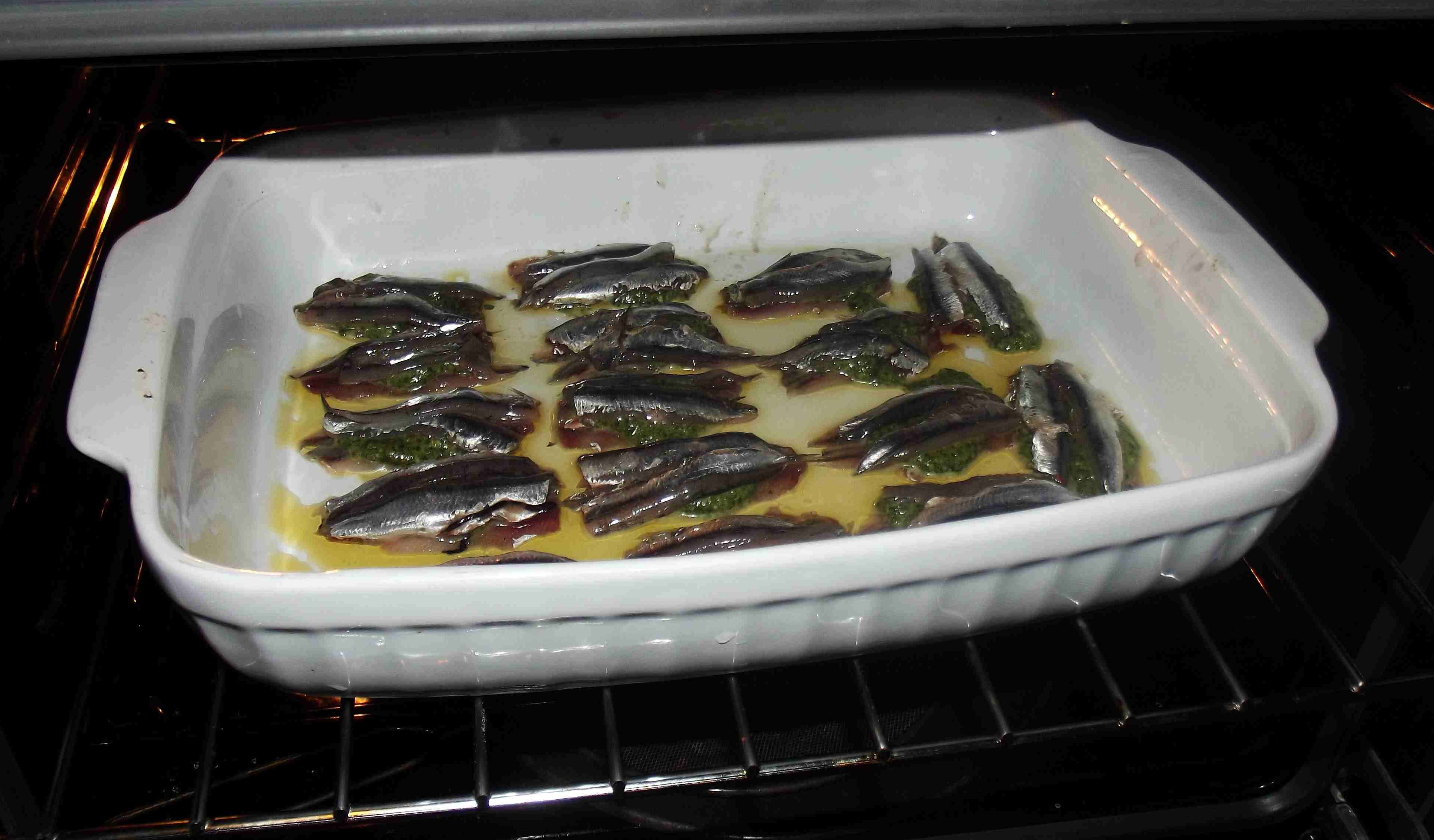
Acciughe ripiene al forno
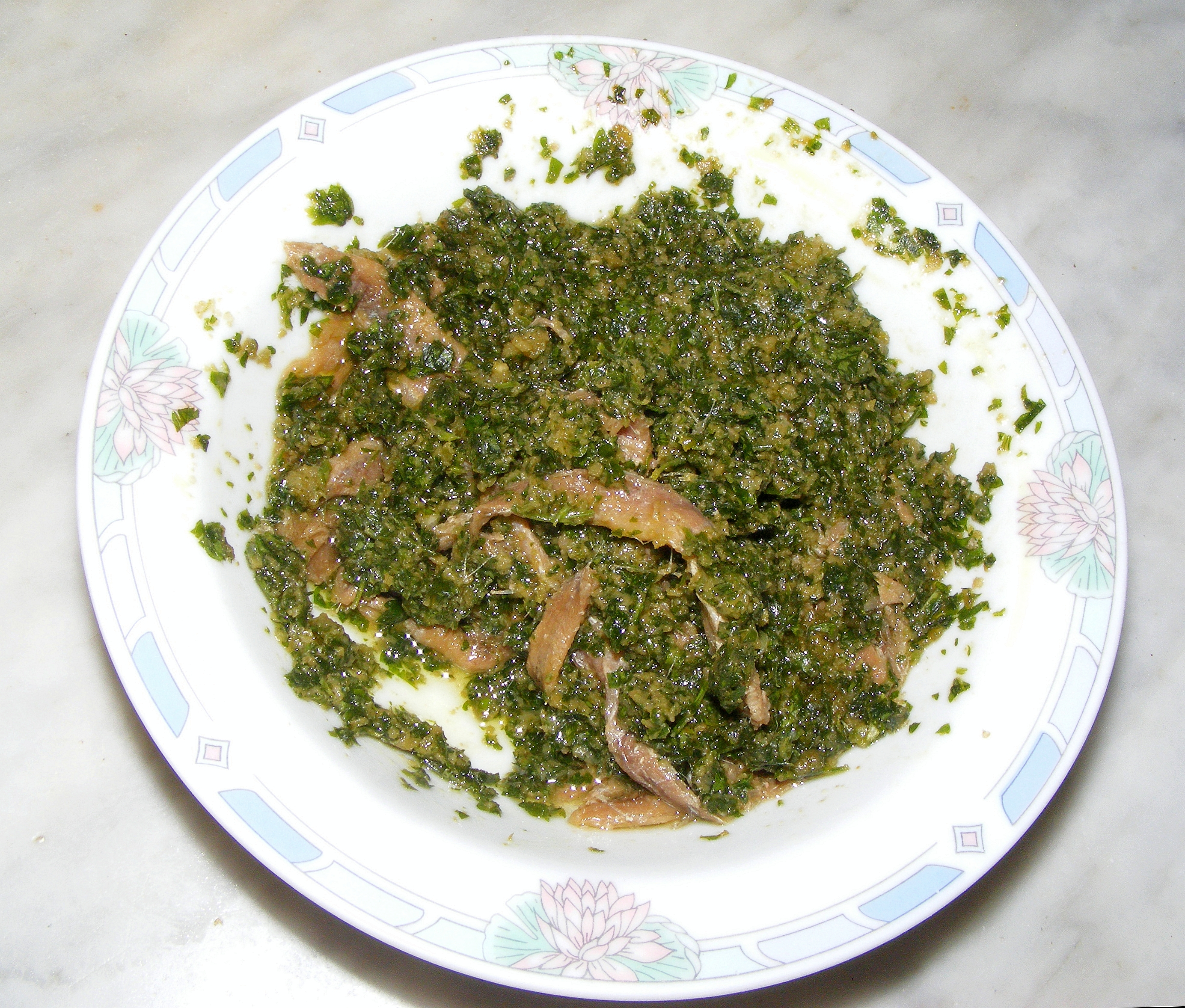
Acciughe al verde
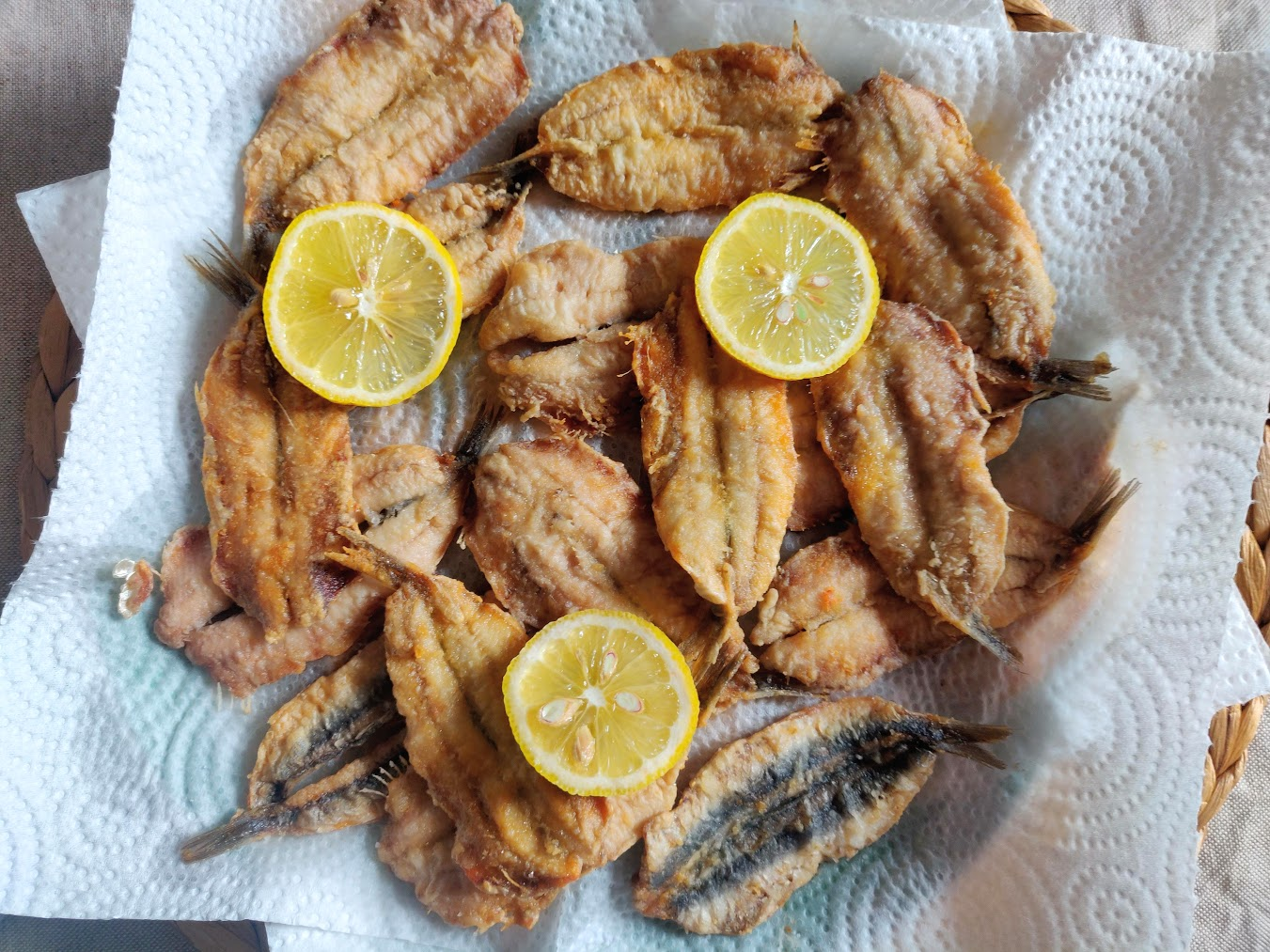
Alici fritte

## Conservazione
È oggetto, soprattutto nel mar Adriatico, di sovrapesca. Si stima che la sola flotta di Chioggia in estate rigetti in mare tra le 6 e le 9 tonnellate al giorno di acciughe (e sardine) morte, per ogni coppia di navi, a causa del prezzo di mercato non remunerativo. Gli stock ittici si sono notevolmente ridotti nell'arco degli ultimi decenni.